# 오영안
오영안(吳永安)은 대한민국의 육군이다. (1949년 8월 19일 ~ 1996년 11월 5일)

## 생애
1949년 8월19일 충북 청원군 현도면 매봉리에서 출생하였다. 1969년 2월10일 충남기계공업고등학교를 졸업(4회)
하고, 육군 3사관학교에 입학하여 4기 출신으로 1971년 7월 육군 소위로 임관 하였다. 1996년 9월 15일 강릉지역 무장공비 침투사건에 육군산악부대 기무부대장(대령)으로 침투한 북한 무장공비 소탕작전에 참가하였다. 11월 5일 인제군 용대리 연화동 계곡에서 잔당 2명과 최종적으로 교전하던 중, 연화교 위에서 공비의 도주로를 전등으로 비추다가 숨어 있던 적의 총탄에 맞아 48세의 나이로 사망했다. 1996년 11월 국군 기무사령부 주체로, 장군(준장) 특진 및 충무무공훈장을 추서하고 고인의 기념탑과 추모관을 건립했다.

## 같이 보기
- 강릉지역 무장공비 침투사건